# 1975 في أستراليا
فيما يلي قوائم الأحداث التي وقعت خلال عام 1975 في أستراليا.

## أحداث
- 31 أغسطس – جائزة أستراليا الكبرى 1975

## سياسة

### انتهاء فترة المنصب
- 26 سبتمبر – نيكولاس شحادة اللورد عمدة سيدني.
- 11 نوفمبر – غوف وايتلام رئيس الوزراء الأسترالي.

## مواليد

### يناير
- 1 يناير – كريس آنستي لاعب كرة سلة أسترالي.
- 17 يناير – جوزيف سيرياني لاعب كرة مضرب أسترالي.

### فبراير
- 4 فبراير – ناتالي ايمبروليا

### مارس
- 4 مارس – كريستي هاروير لاعبة كرة سلة أسترالية.
- 5 مارس – أنتوني غبرت متسابق دراجات نارية أسترالي.
- 13 مارس – ميك بينيسي لاعب كرة سلة فلبيني.
- 23 مارس – كاتي ماكتير درّاجة طريق أسترالية.

### مايو
- 21 مايو – أنتوني منداين

### يونيو
- 9 يونيو – بول أغوستينو لاعب كرة قدم أسترالي.[1]
- 9 يونيو – كاثرين كولين ممثلة أسترالية.
- 13 يونيو – آنتي كوفيتش لاعب كرة قدم أسترالي.[2]
- 19 يونيو – بوبي مونتغومري

### يوليو
- 15 يوليو – بن ببر لاعب كرة سلة أسترالي.
- 17 يوليو – تيرنس تاو رياضياتي أسترالي.[3]
- 18 يوليو – أندرو بينتر لاعب كرة مضرب أسترالي.

### أغسطس
- 7 أغسطس – ديفيد هكس
- 7 أغسطس – ميغان غيل[4]
- 11 أغسطس – جاي سويت متسابق دراجات أسترالي.
- 25 أغسطس – بيتريا توماس سبّاحة أسترالية.[5]
- 27 أغسطس – مارك روتان لاعب كرة قدم أسترالي.[6]

### سبتمبر
- 18 سبتمبر – دون هاني ممثل أسترالي.[7]
- 25 سبتمبر – أشلي فيشر لاعب كرة مضرب أسترالي.

### أكتوبر
- 9 أكتوبر – مارك فيدوكا لاعب كرة قدم أسترالي.[8]
- 30 أكتوبر – بريت راينبو لاعب كرة سلة أسترالي.
- 30 أكتوبر – ستيفن هور لاعب كرة سلة أسترالي.

### نوفمبر
- 10 نوفمبر – جوسيب سكوكو لاعب كرة قدم أسترالي.

### ديسمبر
- 10 ديسمبر – ستيفن هاس لاعب كرة مضرب أسترالي.
- 12 ديسمبر – كريغ مور لاعب كرة قدم أسترالي.[9]
- 18 ديسمبر – سيا مغنية أسترالية.
- 30 ديسمبر – سكوت تشيبرفيلد[10]